# Pentti Sinersaari
Pentti Olavi Sinersaari (ur. 5 października 1956 w Elimäki) – fiński lekkoatleta specjalizujący się w rzucie oszczepem. 27 stycznia 1979 w nowozelandzkim Auckland uzyskał wynik 93,84. Był to wówczas najlepszy wynik w sezonie. Szósty zawodnik igrzysk olimpijskich w Moskwie (1980).